# ¡Caíste!
¡Caíste! (título en inglés Walk the Prank) es una serie de televisión de Disney XD. Protagonizada por Cody Veith, Bryce Gheisar, Brandon Severs, Jillian Shea Spaeder, y Tobie Windham. La serie fue creada por Trevor Moore y Adam Small. Está dirigido por Tom Gianas.

## Producción
Esta serie esta creada por Trevor Moore y Adam Small en 2015. Moore y Small son los productores ejecutivos, con Walter Barnett como el productor. El primer "vistazo" de la serie fue el 1 de abril de 2016, en el canal Disney XD. La serie oficialmente estrenó el 6 de abril de 2016, se estrena en Disney Channel partiendo desde el episodio "Adventures in Babyssiting" el 17 de junio de 2016. En Latinoamérica se estrenara preestrena el 9 de abril de 2016 y estrena el 25 de abril de 2016. En España se planea estrenar en agosto o septiembre de 2016.

## Reparto
- Cody Veight interpreta a Chance.
- Bryce Gheisar interpreta a Herman.
- Brandon Severs interpreta a Dusty.
- Jillian Shea Spaeder interpreta a Bailey.
- Tobie Windham interpreta a Will.

## Episodios
| Temporada | Temporada | Episodios | Estados Unidos                                                      | Estados Unidos                                                               | Latinoamérica                                                 | Latinoamérica       | España             | España               |
| Temporada | Temporada | Episodios | Comienzo                                                            | Final                                                                        | Comienzo                                                      | Final               | Comienzo           | Final                |
| --------- | --------- | --------- | ------------------------------------------------------------------- | ---------------------------------------------------------------------------- | ------------------------------------------------------------- | ------------------- | ------------------ | -------------------- |
|           | 1         | 20        | 1 de abril de 2016 (Disney XD) 17 de junio de 2016 (Disney Channel) | 10 de noviembre de 2017 (Disney XD) 10 de noviembre de 2017 (Disney Channel) | 9 de julio de 2016 (preestreno) 25 de julio de 2016 (estreno) | 26 de marzo de 2017 | 9 de enero de 2017 | 1 de febrero de 2017 |
|           | Especial  | Especial  | 20 de marzo de 2017                                                 | 20 de marzo de 2017                                                          | -                                                             | -                   | -                  | -                    |
|           | 2         | 26        | 1 de abril de 2017                                                  | 27 de enero de 2018                                                          | 24 de junio de 2017                                           | -                   | 2 de junio de 2017 | -                    |
|           | 3         | 13        | 21 de abril de 2018                                                 | 16 de julio de 2018                                                          | -                                                             | -                   | -                  | -                    |